# Hohe Sieben
Die Hohe Sieben ist ein ehemaliges Naturschutzgebietes in der niedersächsischen Gemeinde Hüde in der Samtgemeinde Altes Amt Lemförde im Landkreis Diepholz.
Das Naturschutzgebiet mit dem Kennzeichen NSG HA 035 war 75,3 Hektar groß. Es war Bestandteil des FFH-Gebietes „Dümmer“ und zum größten Teil auch Bestandteil des EU-Vogelschutzgebietes „Dümmer“. Das Gebiet ist zu einem großen Teil vom Landschaftsschutzgebiet „Dümmer“ umgeben. Das Gebiet stand seit dem 2. September 1971 unter Naturschutz. Zum 16. August 2019 ging es im neu ausgewiesenen Naturschutzgebiet „Dümmer, Hohe Sieben und Ochsenmoor“ auf. Zuständige untere Naturschutzbehörde war der Landkreis Diepholz.
Das Gebiet liegt zwischen Lembruch und Hüde am Ostufer des Dümmers am Rande der Dümmerniederung. Zusammen mit den im Naturschutzgebiet „Dümmer, Hohe Sieben und Ochsenmoor“ aufgegangenen Naturschutzgebieten „Dümmer“ und „Ochsenmoor“ sowie dem westlich des Dümmers liegenden Naturschutzgebiet „Westliche Dümmerniederung“ und dem nördlich des Dümmers liegenden Naturschutzgebiet „Huntebruch und Huntebruchwiesen“ ist der größte Teil der Niederung naturschutzrechtlich geschützt.

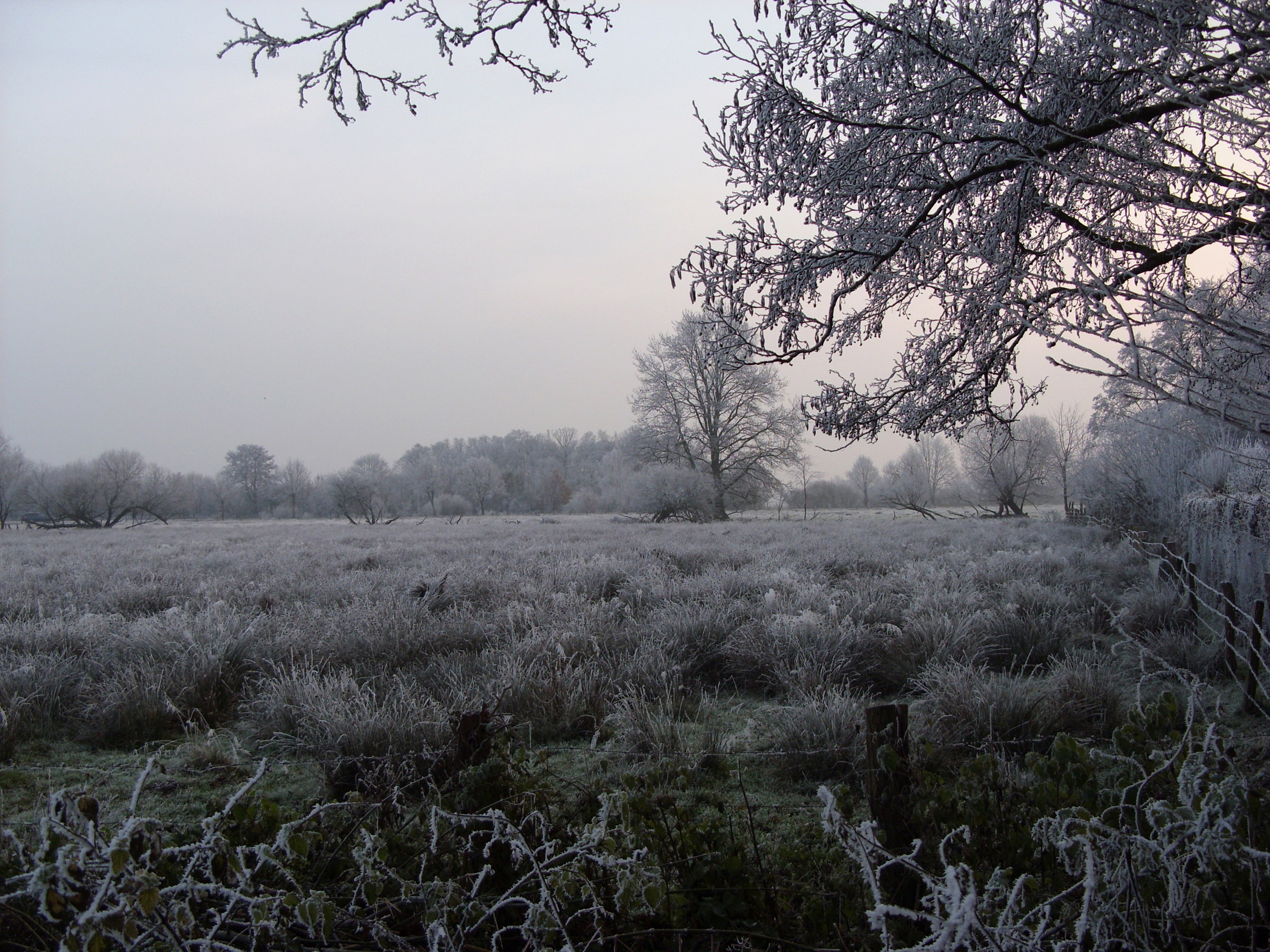
Blick südwärts von der Zuwegung des „Schoddenhofs“ Richtung Hüde

Das ehemalige Naturschutzgebiet stellte einen Uferbereich unter Schutz. Der größere Teil des Gebietes liegt dabei hinter dem in den 1970er-Jahren gebauten Dümmerdeich. Dieser Bereich wird mit Hilfe von Windpumpen ganzjährig vernässt, um den Lebensraum, in dem Röhrichte und Seggenwiesen zu finden sind, zu erhalten. Am Rande des ehemaligen Naturschutzgebietes haben sich kleine Bruchwaldbereiche erhalten. Vor dem Deich umfasst das Schutzgebiet eine 200 m breite Verlandungszone. Der Dümmerdeich selber und der direkt hinter ihm verlaufende Qualmwassergraben waren nicht Bestandteil des Naturschutzgebietes.